# Michele Basile
Michele Basile (Santa Lucia del Mela, 13 maggio 1832 – Messina, 29 luglio 1907) è stato un patriota e scrittore italiano.
Nato da famiglia nobile, era il tredicesimo figlio di Giuseppe Basile Compagna e Felicia Stracuzzi.
Da giovinetto, mostrando animo indipendente e patriottico, partecipò ai moti del 1848-49: compromessosi agli occhi della polizia borbonica, rischiò di essere fucilato per aver affisso di notte i decreti di Ruggero Settimo.
Dopo aver compiuto i primi studi nel collegio dei Padri Teatini di Messina e nel seminario vescovile del paese natio, nel 1857 si laureò in giurisprudenza nell'ateneo messinese, ma solo per pochi anni esercitò l'avvocatura, sia perché non amava molto questa professione, sia perché non aveva necessità di praticarla, grazie all'agiata condizione economica della sua famiglia.
Avendo preso parte all'insurrezione di Messina dell'8 aprile 1860, fu emanato un ordine di arresto nei suoi confronti, ma egli riuscì ad eludere tale disposizione tenendosi nascosto in casolari di campagna; quindi, sbarcati i Mille in Sicilia, fu nominato, dal governo rivoluzionario, giudice della Commissione speciale di guerra, con cui seguì l'esercito garibaldino fino alla battaglia di Milazzo ed alla successiva capitolazione di Messina del 27 luglio 1860; successivamente nella città peloritana esercitò, in maniera gratuita, la carica di senatore aggiunto fino al marzo 1861. 
Costituitosi il Regno d'Italia, per i meriti acquisiti durante il Risorgimento gli fu offerto il posto di giudice di prima classe, ma egli rifiutò per non allontanarsi dalla famiglia. 
Nel 1861 sposò la cugina Giovanna Basile, da cui ebbe due figlie: Caterina e Felicetta.
Nel 1863 vinse un concorso per titoli ed entrò nell'insegnamento come Professore  di Lettere, Storia e Geografia all'Istituto Tecnico di Messina (dove in seguito fu anche preside); dal 1886, fu Professore di Geografia Politica all'Università di Messina.
Si tenne sempre fuori dalle competizioni politiche, tranne nel 1882 quando si candidò come Consigliere provinciale del mandamento di Santa Lucia del Mela e venne eletto, riuscendo a prevalere su Antonio Fulci.
A Messina fu deputato amministratore del Regio Convitto Alighieri e del Convitto La Farina. Ricoprì le cariche di Presidente del Gabinetto di Lettura (di cui era socio fondatore) e di Presidente del Comizio Agrario. Tra i suoi meriti vi fu quello di aver proposto la conversione del monastero di S. Placido di Calonerò in colonia agricola e penitenziale, proposta che fu accolta ed attuata dal governo. 
Fu tra i protagonisti della vita culturale cittadina del tempo e scrisse numerosi articoli sui giornali locali. Pubblicò diversi libri di particolare importanza: scrittore polivalente, si occupò soprattutto di questioni economiche ed agricole che interessavano la sua regione natale, ma scrisse anche sulla conversione dell'asse ecclesiastico, sul catasto italiano, sui tracciati delle ferrovie messinesi, sui tram; pubblicò anche alcune opere di carattere letterario. 
Nel 1873 scrisse "Il caseggiato dell'azienda rurale" in occasione di un concorso promosso dalla Società di Acclimazione e d'Agricoltura di Sicilia, il cui tema richiedeva un manuale pratico per la costruzione dei fabbricati rurali necessari a costituire una completa masseria siciliana. L'opera ricevette lodevoli giudizi da parte di insigni scrittori come Luigi Settembrini e Niccolò Tommaseo e da parte dell'agronomo Giuseppe Antonio Ottavi.
Nel 1875, in occasione dell'imminente discussione alla Camera della legge sulla perequazione fondiaria, Michele Basile pubblicò il libro "I catasti d'Italia", nel quale attaccò il Primo Ministro Marco Minghetti, affermando che l'attuazione del catasto del 1862 aveva provocato l'aumento del numero dei poderi, la diminuzione dei proprietari ed il concentramento dei fondi in poche mani; di contro un rinnovato catasto, che avesse tenuto conto della qualità della terra censita (in rapporto al clima, ai venti, all'esposizione, all'acqua, alle strade, ecc.) e non del tipo di cultura praticata, avrebbe colpito i grossi proprietari che poco si curavano dei loro poderi, agevolando i piccoli ed i medi agricoltori industriosi. Questa proposta, subito accolta con favore dalla maggior parte dei Comizi agrari e dei proprietari della Sicilia, ebbe una vasta eco. 
Nella polemica scoppiata nel biennio 1880-82 riguardo al tracciato che doveva seguire la linea ferroviaria Messina-Palermo nella piana di Milazzo, Michele Basile, su incarico di alcuni Comuni della provincia di Messina, pubblicò vari memoriali diretti al Ministero dei Lavori Pubblici a sostegno di una linea "rettilinea", in contrapposizione alle pretese del Comune di Milazzo che voleva una linea "curvilinea". Pochi anni dopo la ferrovia venne realizzata assecondando in parte le richieste dei milazzesi, secondo il Basile causando un danno regionale e statale e favorendo un solo Comune, grazie a manovre politiche che egli denunciò nel libro "Le illecite protezioni ne' tracciamenti delle ferrovie d'Italia" (1892).
Tra le sue maggiori opere letterarie vi è un romanzo intitolato "L'amore immortale fra fidanzati e sposi" (1900) ed una interessante ed originale autobiografia: "Se potessi rinascere!" (1896), pubblicata con lo pseudonimo di Elleno Siculo.
I libri "Saggi di letteratura e politica" (1893), "Latifondi e poderi" (1898) e "Scritti economici e letterari" (1905) raccolgono precedenti trattati, opuscoli ed articoli di materia agricola, politica, economica e letteraria.
Le sue spoglie mortali si trovano, insieme a quelle della moglie, nel Cimitero monumentale di Messina. 

## Opere principali
- Delle attinenze dell'Economia Pubblica con le Scienze Morali e Sociali, Messina, 1853 e 1861.
- La conversione dell'asse ecclesiastico e la finanza italiana, Messina, 1866.
- Il caseggiato dell'azienda rurale, Messina, 1873 e 1875.
- I Catasti d'Italia e l'economia agricola in Sicilia, Messina, 1875 e 1880.
- Le illecite protezioni ne' tracciamenti delle ferrovie d'Italia, Messina, 1892.
- Saggi di letteratura e politica, Messina, 1893.
- De' benefici e della gratitudine, dialogo filosofo-sociale, Messina, 1894.
- Se potessi rinascere! Libro di esperienze della vita, Palermo, 1896.
- Latifondi e poderi, ragionamenti economici fra proprietari, contadini e politici, Messina, 1898.
- Pensieri di diversa cultura letteraria, in relazione al vivere civile, Palermo, 1899.
- L'amore immortale fra fidanzati e sposi, Roma, 1900.
- Scritti economici e letterari, Messina, 1905.
- Le tranvie elettriche di Messina, Messina 1906